# Peoria County
Peoria County is een county in de Amerikaanse staat Illinois.
De county heeft een landoppervlakte van 1.605 km² en telt 183.433 inwoners (volkstelling 2000). De hoofdplaats is Peoria.